# Ефремов, Евгений Борисович
Евгений Борисович Ефремов (30 июня 1970, Казань, РСФСР, СССР) — советский и российский футболист; тренер. Выступал на позиции защитника. Сыграл 92 матча в Высшей лиге России.

## Биография
Евгений Ефремов — воспитанник казанской футбольной школы «Синтез». Первый тренер — Валерий Геннадьевич Шилов. Взрослую карьеру он начал в челнинском «Торпедо». В 1992 году Ефремов перешёл в нижнекамский «Нефтехимик», с которым вышел из второго дивизиона в первый.
В 1995 году Ефремов вернулся в «КАМАЗ» и стал твёрдым игроком основного состава в Высшей лиге. Его дебютной игрой на высшем уровне стал матч против «Ростсельмаша» (0:2) 1 апреля 1995 года. В 1996 году он сыграл 6 матчей в Кубке Интертото. После вылета «КАМАЗа» из Высшей лиги Ефремов вернулся в «Нефтехимик», в 2000 году недолго выступал за казанский «Рубин», а последние годы своей карьеры провёл всё в том же «Нефтехимике» (в 2000 году снова вышел вместе с «Нефтехимиком» в первый дивизион). Всего за нижнекамский клуб Ефремов сыграл 286 матчей, что является одним из лучших результатов в истории клуба.
После окончания игровой карьеры Евгений Ефремов стал тренером. В 2006—2010 годах работал тренером в ДЮСШ «КАМАЗа». В 2010 году входил в тренерский штаб «КАМАЗа-2», в 2011 году возглавлял «КАМАЗ-2». С 2012 года (с перерывом в полгода на работу в «Нефтехимике») являлся помощником главного тренера в ФК «КАМАЗ». С 28 декабря 2017 года по 7 июня 2019 года являлся главным тренером челнинской команды.